# Avalónia

Terrenos tectono-estratigráficos da Avalônia, em sua posição pós colisão com Báltica (~430-420Ma) e Laurentia (~400-380Ma), com marcação de localidades atuais para orientação: 1: Laurentia; 2. Báltica; 3. Oceano Téico; 4. "Avalônia Ocidental"; 5. "Avalônia Oriental".
IE: Irlanda;
UK: Reino Unido;
FR: França;
BE: Bélgica;
NL: Países Baixos;
DE: Alemanha;
PL: Polônia;
US: Estados Unidos;
CT: Connecticut; MA: Massachusetts; NH: New Hampshire; ME: Maine; RI: Rhode Island.
CA: Canadá;
NB: New Brunswick; NFL: Newfoundland; NS: Nova-Scotia; PE: Prince Edward Island.

Avalónia (português europeu) ou Avalônia (português brasileiro) foi um microcontinente que existiu durante a era do Paleozoico, ao separar-se de Gondwana durante o Cambriano superior/Ordoviciano inferior. A movimentação latitudinal dos terrenos avalônicos em direção à Laurência e Báltica ocasionou a abertura do Oceano Réico e fechamento do Oceano Tornquist, que permaneceu em sua máxima expansão entre Gondwana e Laurentia do Ordoviciano ao Siluriano.

## História e dinâmica geológica
Não se tem muita certeza sobre o embasamento de Avalónia, mas, com dados coletados através de análises isotópicas, o que podemos chamar de proto-Avalónia provavelmente evoluiu junto com Carolínia por volta de 800Ma, a partir de arcos vulcânicos distantes da costa do supercontinente Rodínia, junto a ilhas atualmente localizadas no Escudo Arábico-Núbio (900–700Ma) e Tocantins no Brasil central (950–900Ma), o que permite supor que o embasamento de Avalônia possui a mesma idade.
O surgimento de Avalônia está intrinsecamente ligado ao rifteamento da margem norte de Gondwana, que deu início à abertura do Oceano Réico, evento iniciado no final do Cambriano (~500–490 Ma), pela dinâmica tectônica pós-orogênica da Orogenia Cadomiana. A consolidação do rifteamento se dá no Ordoviciano Inferior (~490 Ma), resultando na separação de diversos terrenos neoproterozoicos, incluindo Avalônia, Carolínia, e Ganderia, que começam a migrar para o norte.

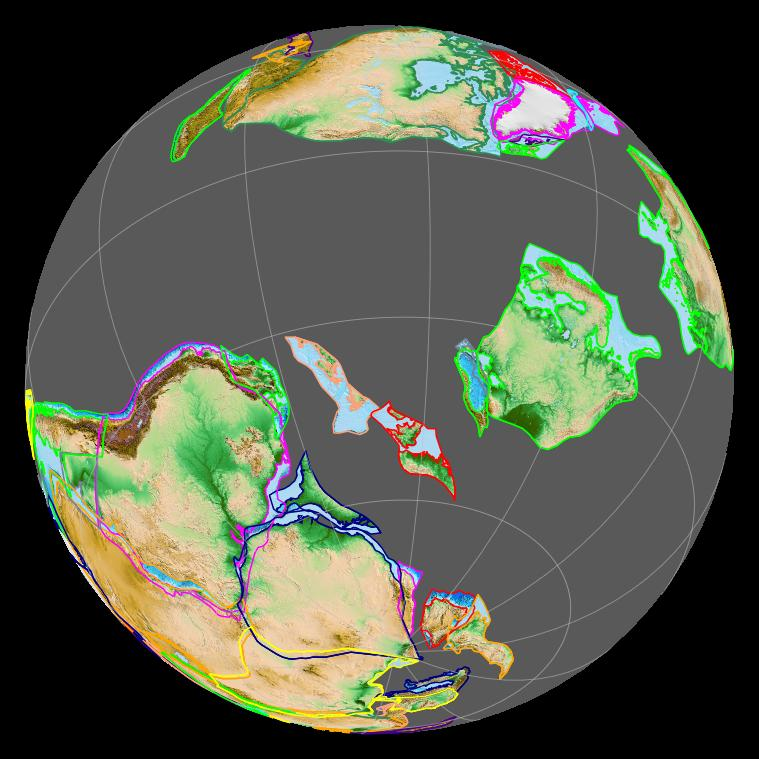
Avalônia em sua rota de encontro com a Báltica. (Ordoviciano inferior, ~480Ma)

Avalônia permaneceu como um continente coeso durante maior parte do Ordoviciano, se mantendo como uma só porção íntegra até ~453Ma, quando tensões associadas à subducção do Oceano de Jápeto desencadearam sua ruptura, separando o microcontinente em dois fragmentos denominados por alguns pesquisadores como Avalônia Ocidental (terrenos da atual Nova Inglaterra e Península de Avalon) e Oriental (Sul do Reino Unido e Norte da Alemanha), precedendo em alguns milhões de anos a Orogenia Caledoniana, durante o Siluriano (~430-420Ma), onde ocorreu o choque oblíquo entre Avalônia Oriental e Báltica, que culmina na formação do sistema Avalônia-Báltica e o fechamento total do Oceano Tornquist. A colisão provoca falhas, como o Sistema de Falhas da borda de Gales, dobramentos e subducções, com porções vastas da Báltica atualmente sob terrenos da Avalônia, ao sul da Zona de sutura Trans-Europeia.
Avalônia Oriental continua como parte do sistema Avalônia-Báltica, que, entre outros fatores, pela proximidade de suas margens durante a subducção do Oceano de Jápeto sob seus crátons, veio a colidir com a Laurência, durante o Siluriano Superior (~420Ma), resultando na primeira formação do grande continente Laurussia, com a sucessão de tectonismos conhecida como Orogenia Caledoniana.
A deriva solitária de todos os terrenos Avalônicos termina definitivamente há ~400-380Ma, com a Orogenia Acadiana. Com o fechamento da última porção ainda aberta do Oceano de Jápeto, Avalônia Ocidental colidiu com a margem leste do cráton Laurência sendo acrescida, assim como a Avalônia Oriental, ao grande continente Laurussia, estabilizadas como grande parte da margem sul do novo continente.

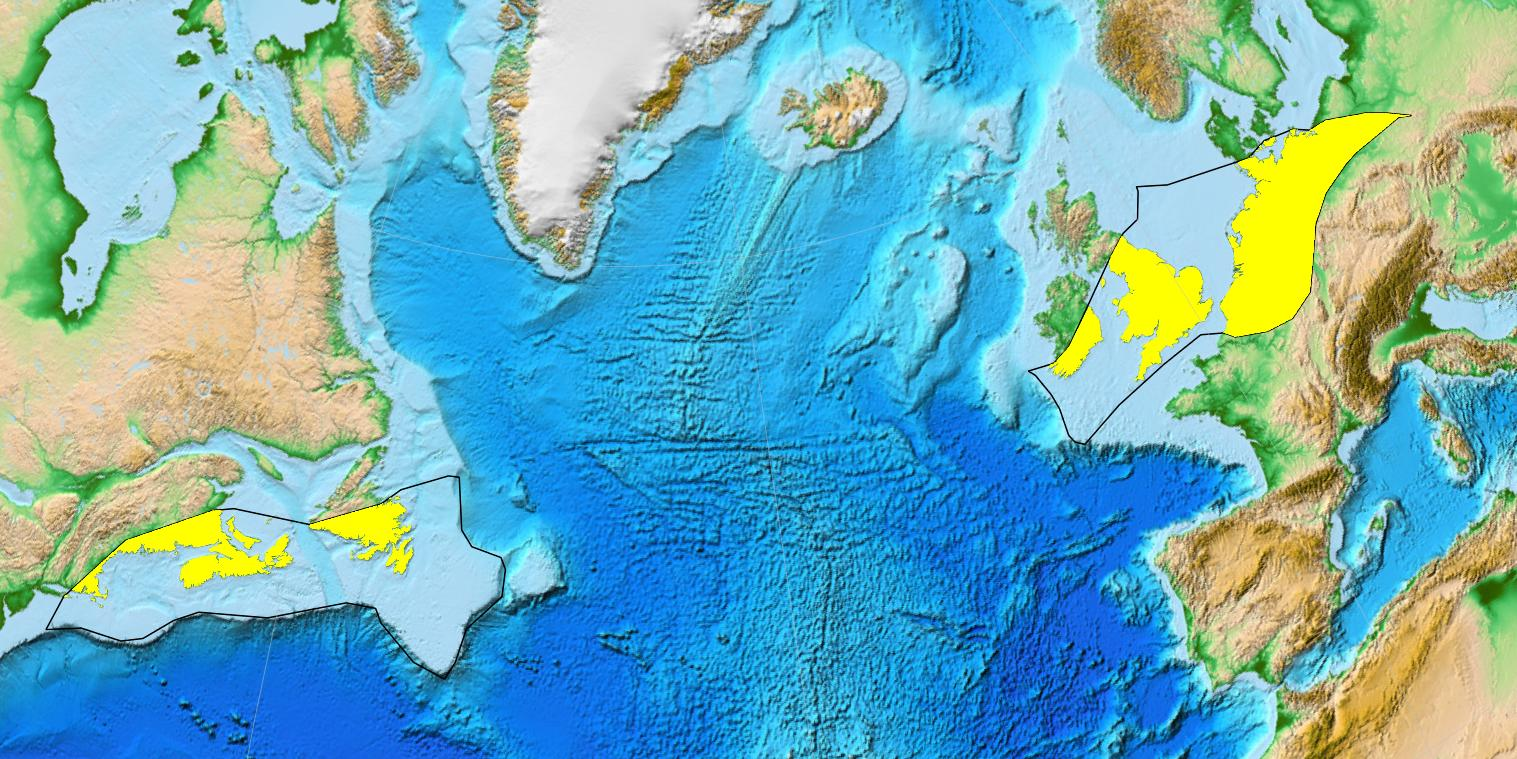
Distribuição atual dos terrenos de Avalônia (Marcados em amarelo).

Com a formação do supercontinente Pangeia pela colisão entre Laurussia e Gondwana no Carbonífero (~320Ma)[1], os terrenos correspondentes à Avalônia ficaram posicionados próximos à Linha do Equador. Pelo rifteamento da Pangeia, e a eventual abertura do Atlântico Norte durante o Cretáceo pela propagação do rifte do Oceano Atlântico, Laurência e Eurásia foram separadas e afastadas, o que para Avalônia, culminou com sua distribuição atual, com fragmentos dos dois lados do oceano Atlântico, destacando a Península de Avalon, no Canadá, e todo o Sul da Grã-Bretanha (País de Gales, Herefordshire e Irlanda).